# متخصص بیهوشی

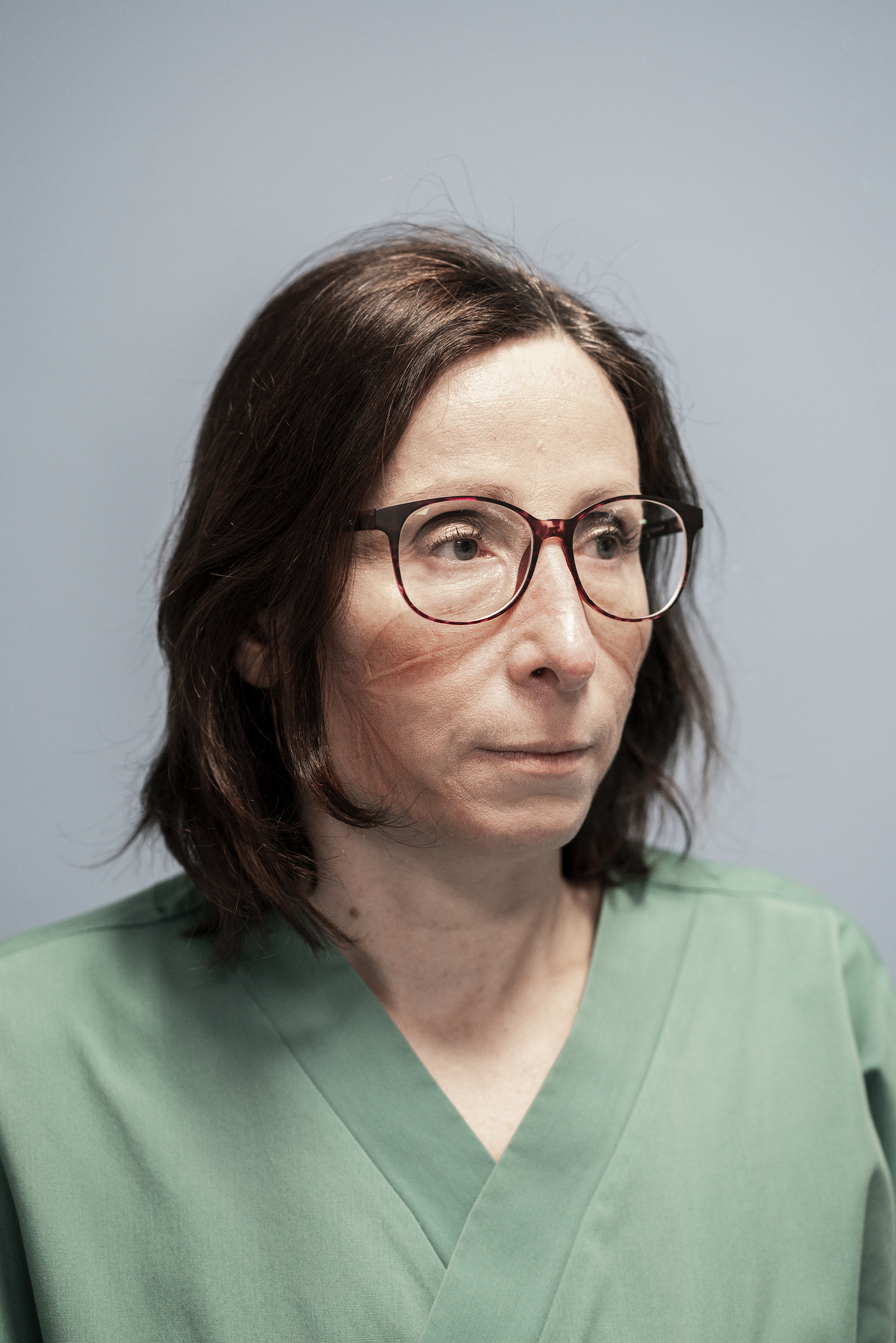
پزشک متخصص بیهوشی بیمارستان سان سالواتوره در پزارو، ایتالیا در دنیاگیری کروناویروس

متخصص بیهوشی (به انگلیسی: Anesthesiologist) به پزشکی گفته می‌شود که به بیهوشی و فرایندهای مربوط به عمل جراحی می‌پردازد. به‌طور معمول، دوران دستیاری یک متخصص بیهوشی چهار سال است که بعد از اتمام تحصیلات پزشکی عمومی به یادگیری فعالیت‌های مرتبط به بیهوشی می‌پردازد. در بریتانیا هم متخصص بیهوشی به پزشکی گفته می‌شود که جهت بیهوشی آموزش دیده باشد؛ اگرچه برخی از پروسیجرهای مرتبط با بیهوشی توسط دستیاران بیهوشی که به آن‌ها آنستتیک گفته می‌شود، تحت نظارت متخصصان بیهوشی انجام می‌شود.
نام کامل رشته به صورت بیهوشی، مراقبتهای ویژه و درد می‌باشد که امروزه دایره فعالیت‌های یک متخصص بیهوشی علاوه بر انجام بیهوشی و بیحسیهای داخل اتاق عمل، شامل فعالیت درمانی در بخش مراقبتهای ویژه (آی سی یو) و کنترل دردهای حاد مثل درد بعد از عمل جراحی و کنترل دردهای مزمن همچون دردهای بیماری‌های مفصلی و سرطانی است. تخصص بیهوشی فوق تخصص‌های متعددی از جمله مراقبتهای ویژه، درد، بیهوشی جراحی قلب، بیهوشی جراحی اعصاب و بیهوشی اطفال دارد. متخصصین بیهوشی در بحران جهانی کرونا نقشی تعیین‌کننده در درمان بیماران در فاز تنفسی و در بخش مراقبتهای ویژه دارند. همچنین در انجام بیهوشی در اتاق عمل نیز ملاحظات مربوط به بیماری کرونا مد نظر متخصصین بیهوشی هست